# Priscilla Tommy
Priscilla Tommy (ur. 23 maja 1991 na wyspie Espiritu Santo, Vanuatu) – reprezentantka Vanuatu w tenisie stołowym kobiet, olimpijka.
Była chorążym ekipy Vanuatu podczas ceremonii otwarcia Letnich Igrzysk Olimpijskich 2008. Jest dwukrotną mistrzynią Igrzysk Południowego Pacyfiku (w grze pojedynczej i podwójnej) z 2007 roku.
Obecnie zajmuje 224. miejsce w światowym, 6. w oceańskim i 1. w narodowym rankingu ITTF.